# Пачгино
Пачгино (коми Пачгин) — деревня в Троицко-Печорском районе республики Коми в составе сельского поселения Куръя.

## География
Находится в южной части Троицко-Печорского района республики Коми на правом берегу реки Печоры на расстоянии 27 километров к востоко-северо-востоку от села Куръя и примерно 123 километров по прямой от посёлка Троицко-Печорска на юго-юго-восток.

## Историко-демографические сведения
Деревня основана в первой половине XIX века русскими переселенцами из Чердынского края. Отмечена на карте 1843 года. Во второй половине 1880-х годов тут насчитывался 21 двор, имелась школа. Местное население занималось охотой, рыболовством, извозом. В 1909 году в селении имелось 33 двора, 204 жителя. В 1927 году — 33 двора, 146 жителей. На карте 1938 года — Пажгина, на карте 1945 года — Пачгино. Территория, где расположена деревня, вошла в Коми АССР в 1949 году. В 1959 году в Пачгино жил 81 человек; в 1970 году — 145 человек; в 1979 году — 88 человек; в 1989 году — 80 человек (36 мужчин и 44 женщины, русские); в 1992 году — 78 человек; в 1995 году — 66 человек в 25 дворах. В 2002 году — 37 человек (22 мужчины и 15 женщин), русские 100%; в 2010 году — 26 человек.

## Климат
Климат умеренно-континентальный, лето короткое и умеренно-прохладное, зима многоснежная, продолжительная и холодная. Среднегодовая температура -1.2 градусов С, при этом средняя температура января равна -18 градусов С, июля 16 градусов С. Продолжительность отопительного периода равна 254 суткам при среднесуточной температуре -7,40 градусов С. Устойчивый снежный покров образуется в среднем 26 октября и продолжается до 14 мая. Средняя высота снежного покрова за зиму незащищенных участков – 74 см, максимальная – 116 см, минимальная – 38 см.
Часовой пояс
Деревня Пачгино находится в часовой зоне МСК (московское время). Смещение применяемого времени относительно UTC составляет +3:00.